# Il-18 (航空機・初代)
Il-18
- 用途：旅客機
- 製造者：イリューシン設計局
- 初飛行：1946年8月17日
- 生産数：1機
- 運用状況：試作のみ

イリューシン Il-18（Ilyushin Il-18）は、第二次世界大戦直後にソビエト連邦のイリューシン設計局で設計、製造された4発旅客機である。機体自体は成功作であったがシュベツォフ ASh-73TKエンジンが民間機で使用するには信頼性が低く、このエンジンはツポレフ Tu-4に装備するために必要であったためにIl-18は1948年にキャンセルされた。

## 開発
Il-18はアエロフロート航空の国際/国内の長距離航路用の高高度、長距離飛行が可能な航空機への要求に応じて開発された。首車輪式の降着装置を持つ片持ち式の低翼単葉機で、当初はイリューシン Il-12に使用されたCharomskii ACh-32 ディーゼルエンジンを4基装備する計画であった。揚力比と最高速度を向上するために主翼には12という非常に高いアスペクト比が与えられた。長さ1,000 m (3,300 ft) 以下の整地/不整地の滑走路から運用することを考慮され、荒れた路面でもこなせるように主車輪は通常よりも大きなものが使用された。与圧された円形断面の胴体の床下には貨物と手荷物用の収納スペースが確保されていた。66席から27床の寝台までの様々な座席配置が計画されていたが、計画が破棄されるまで決定はされていなかった。
ディーゼルエンジンとは異なり1800 kW (2400 hp)のシュベツォフ ASh-73TK 星型エンジンが生産に入ったためにIl-18が初飛行を行う前にエンジンが換装された。プロペラは4枚ブレードのAV-16NM-95 可変ピッチプロペラで、4基のエンジンの発電機で稼動する電熱式の防氷ブーツが主翼、垂直尾翼、水平尾翼の前縁に装着され、コックピットの視界確保とプロペラ・ブレード用にはブリードエア式の防氷システムを備えていた。
まだエンジンにターボ・スーパーチャージャーが装着されていなかったが60席仕様のIl-18の初飛行が1946年8月18日に行われた。時間を節約するためセルゲイ・イリューシンはターボチャージャー無しでテスト飛行を始めるように命じた。しかし、タイミング良くターボ・スーパーチャージャーが納品されないために製造者側のテスト飛行は1947年7月30日まで実施されなかったことでこの配慮は無駄に終わった。他の問題点は、初期には25時間毎であったASh-73TK エンジンの短いオーバーホール間隔で、1947年6月25日には1基のエンジンが分解された。飛行特性は素直なものであり、客室はリスノフ Li-2、C-47 スカイトレインやIl-12よりも遥かに快適であることが分かった。エンジン出力は1基もしくは2基のエンジンが故障しても巡航し続けられる程十分に余裕があった。このエンジンはツポレフ Tu-4爆撃機用に必要だったため供給不足であり、また民間航空機用としてはその信頼性が十分でなかったことでIl-18はキャンセルされた。
Il-18の試作機は1947年のツシノで催された航空ショーでIl-12旅客機と編隊を組んで展示飛行を行った。後日、重量級のグライダーを曳航する能力のある数少ない機種の1機として、この機体には曳航器具が取り付けられイリューシン Il-32のテスト飛行に使用された。この試作機は1950年代初めまで飛行していたが、最終的にどうなったかは不明である。

## 要目
Nemecek, The History of Soviet Aircraft from 1918
Airline Database - aviastar.org
- 乗員： 6名
- 積載量：60名
- 全長：29.86 m (97 ft 11 in)
- 全幅：41.20 m (134 ft 10¼ in)
- 全高：
- 翼面積：140 m² (1506 ft²)
- 翼面荷重：
- 空虚重量：28,490 kg (62,810 lb)
- 全備重量：42,500 kg (93,696 lb)
- 最大離陸重量：
- エンジン：4 × シュベツォフ ASh-73TK 星型エンジン、1800 kW (2400[6] hp)
- 最大速度：565 km/h (351[6] mph)
- 巡航速度：450 km/h (280[6] mph)
- 航続距離：6,200 km (3,850 miles)
- 巡航高度：10,700 m (35,000 ft)